# 园艺妈妈
《園藝媽媽》（又译作）是任天堂DS園藝模擬類型掌上型電玩小遊戲，模擬料理遊戲「Cooking mama」系列新作。
遊戲玩法相似於「Cooking mama」系列，玩家使用觸控筆來種植球莖、挖土以及澆水等指令來栽培植物或蔬果。玩家甚至可用巨型南瓜來製作傑克南瓜燈，並可以與其他玩家交換特殊種物。

## 玩法

### Let's Get Growing!
“Let's Get Growing”是主要遊戲模式，玩家可在園區裡種植多樣植物，分為花園、玫瑰園、水果園、蔬菜園以及特殊種物區。玩家初開始只能種植幾樣花卉（鬱金香、三色堇和向日葵），從灑下種子至開花完成一周期，即可獲得更多植物選項與園區來栽培。如同前作料理遊戲，讓植物茁壯須完成一系列的園藝小遊戲，不同在於本作通常一回步驟只有一次，多出了植物休眠期，取代前作一次完成一道料理的連貫玩法。要執行下一步驟，須先去完成其他植物後再繼續進行，或者將NDS重新開啟。
完成每一步驟，會對玩家表現進行評分，以及獎章分為金牌、銀牌和銅牌，表現優異得到滿分100即可獲得金牌。完成栽培植物完整週期，玩家整體表現會再一次整合評分，從每一步驟所得分數給予整體平均分數。同樣滿分100的金牌種物會引來金鳳蝶（Swallowtail butterfly），銀牌則是紋白蝶（Cabbage Butterfly）。
完成植物生命周期，每種皆有不同的小關卡，大致上有：灑種子或種植樹苗；灌溉植物；切除或移除弱小幼苗以及枯萎枝葉；噴灑害蟲或捉捕老鼠；氣候因素；收成蔬果或者灑水滋潤花朵。再挑戰關卡前，玩家可先選擇「practice」選項先行練習。

## 額外獎勵
假若玩家在時間內快速完成任務，且無任何失誤，可獲得一株獎勵小幼苗「bonus sapling」，同等於前作的獎勵星星「bonus stars」。收集三株小幼苗，玩家即可取得隱藏項目，分別為媽媽的衣飾裝扮、佈置花園裝飾品、道具佈景顏色替換以及九種特殊肥料。遊戲裡頭有兩樣獎勵操作欄：「Decorate the Garden!」（裝飾花園！）和「Make it Fancy!」（發揮想像！）。
- 「Decorate the Garden!」

玩家可添加獲得的獎勵裝飾品到花園中，像是小盆栽或花園地精。點取「Spruce Up Your Screen」選單，即可進入佈置介面，來選擇多種園藝工具和背景項目。
- 「Make it Fancy!」

玩家可使用取得的獎勵衣飾項目，來裝扮媽媽的外表。充滿多樣類別，有眼鏡和耳環可添加，甚至可以換套漂亮的衣物。
特殊肥料也會隨機於獎勵中取得，當成功培育出特殊物種，會出現新的「Special Garden」特殊園藝區，總計有九種特殊基因物種可種植：
- 金屬黑玫瑰（Black Metallic Roses，用於黃玫瑰）
- 金屬銀玫瑰（Silver Metallic Roses，用於紅玫瑰）
- 巨型南瓜（Giant Pumpkin）
- 巨型草莓（Giant Strawberries）
- 巨大向日葵（Giant Sunflowers）
- 星形馬鈴薯（Star Potato）
- 金蘋果（Golden Apple）
- 彩虹鬱金香（Rainbow Tulip）
- 蝴蝶三色堇（Butterfly Pansy）

以上種物皆會特別收藏在「Treasure Chest」（藏寶箱）選單內，全部集滿可開啟蜜蜂取蜜小遊戲，取蜜花朵以主要花園內的花卉為主，以種植開花成果數量多少來判別，共分為A至D四種分數等級。

## 外部連結
- （英文）遊戲官方網站